# NGC 1063
NGC 1063 è una vasta e piuttosto lontana galassia a spirale intermedia situata nella costellazione della Balena, a una distanza di circa 434 milioni di anni luce dalla nostra Via Lattea.

## Scoperta
La galassia è stata scoperta il 16 novembre 1881 dall'astronomo francese Édouard Stephan.

## Descrizione
NGC 1063 ha una classe di luminosità II-III.